# Polje, Dobrinj
Polje je naselje na otoku Krku (Hrvaška), ki upravno spada pod občino Dobrinj; le-ta pa spada pod Primorsko-goransko županijo.

## Geografija
Polje je naselje v sestavu občine Dobrinj. Kraj leži  v notranjosti otoka ob cesti, ki povezuje Šilo z občinskim središčem, od katerega je oddaljeno okoli 5 km.

## Demografija
| Pregled števila prebivalcev po letih | Pregled števila prebivalcev po letih | Pregled števila prebivalcev po letih | Pregled števila prebivalcev po letih | Pregled števila prebivalcev po letih | Pregled števila prebivalcev po letih | Pregled števila prebivalcev po letih | Pregled števila prebivalcev po letih | Pregled števila prebivalcev po letih | Pregled števila prebivalcev po letih | Pregled števila prebivalcev po letih | Pregled števila prebivalcev po letih | Pregled števila prebivalcev po letih | Pregled števila prebivalcev po letih | Pregled števila prebivalcev po letih |
| ------------------------------------ | ------------------------------------ | ------------------------------------ | ------------------------------------ | ------------------------------------ | ------------------------------------ | ------------------------------------ | ------------------------------------ | ------------------------------------ | ------------------------------------ | ------------------------------------ | ------------------------------------ | ------------------------------------ | ------------------------------------ | ------------------------------------ |
| 1857                                 | 1869                                 | 1880                                 | 1890                                 | 1900                                 | 1910                                 | 1921                                 | 1931                                 | 1948                                 | 1953                                 | 1961                                 | 1971                                 | 1981                                 | 1991                                 | 2001                                 |
| 383                                  | 421                                  | 384                                  | 455                                  | 524                                  | 505                                  | 589                                  | 522                                  | 490                                  | 461                                  | 400                                  | 336                                  | 289                                  | 293                                  | 295                                  |

## Gospodarstvo
Glavna gospodarska dejavnost prebivalcev je kmetijstvo.